# 船岡山城
船岡山城（ふなおかやまじょう）は、京都市北区にあった中世の日本の城（山城）。別名、船崗山城、山名城とも呼ばれている。

## 概要
船岡山城は、応仁元年（1467年）に始まる応仁の乱の西軍の城として船岡山に築造された。翌年、東軍によって落城し、その後は東西両軍とも利用しなかったため、廃城となった。臨戦用の陣城と推定されており、恒久的な城郭施設の存在は不明である。遺構としては山腹に横堀が掘られており、堀の外側土塁が積みあがっている。また山頂部にはかなり広い削平面が確認でき、典型的な中世の山城であった。

## 沿革
応仁の乱で、備前国守護の山名教之や丹後国守護の一色義直らが船岡山城で立てこもった。この時に、西軍は船岡山一帯を陣地としたため、その後「西陣」の名で呼ばれるようになる。
次は、永正8年（1511年）に細川政賢と大内義興の間で繰り広げられた船岡山合戦が行われた。

## アクセス
- 北大路駅（京都市営地下鉄烏丸線）より京都市営バス乗車、船岡山バス停または建勲神社前バス停下車